# Центральноафриканская федерация футбола
Центральноафрика́нская федера́ция футбо́ла (фр. Fédération Centrafricaine de Football) — организация, осуществляющая контроль и управление футболом в ЦАР. Располагается в столице государства — Банги. ЦФФ основана в 1961 году, вступила в КАФ в 1965 году, а в ФИФА — в 1964 году. В 1978 году стала членом-основателем УНИФФАК. Федерация организует деятельность и управляет национальными сборными по футболу (мужской, женской, молодёжными). Под эгидой федерации проводится чемпионат страны и многие другие соревнования.